# Contessa Entellina Merlot
Il Contessa Entellina Merlot è un vino DOC la cui produzione è consentita nel comune di Contessa Entellina nella città metropolitana di Palermo.

## Vitigni con cui è consentito produrlo
- Merlot minimo 85.0%
- Altri vitigni a bacca rossa, raccomandati e/o autorizzati per la città metropolitana di Palermo, da soli o congiuntamente sino ad un massimo del 15%.

## Caratteristiche organolettiche
- colore: rosso rubino tendente al granata se invecchiato;
- profumo: gradevole, caratteristico;
- sapore: asciutto, armonico;

## Produzione
Provincia, stagione, volume in ettolitri
- nessun dato disponibile